# Eilema natalica
Eilema natalica är en fjärilsart som beskrevs av Embrik Strand 1912. Eilema natalica ingår i släktet Eilema och familjen björnspinnare. Inga underarter finns listade i Catalogue of Life.